# Power Macintosh 4400
A Power Macintosh 4400 számítógépet az Apple gyártotta és forgalmazta 1996. november 15. és 1997. október 11. között. A Power Macintosh 4400 a Power Macintosh számítógép-családba tartozott. A Power Macintosht szokás Power Mac-ként vagy PM-ként említeni szóban és írásban, az Apple hivatalosan az első G4-es Power Macnél használat a Power Mac megnevezést. A Power Macintosh 7220 a 4400 módosítatlan változata volt, amelyet a Távol-Keleten forgalmazott az Apple.

## Története

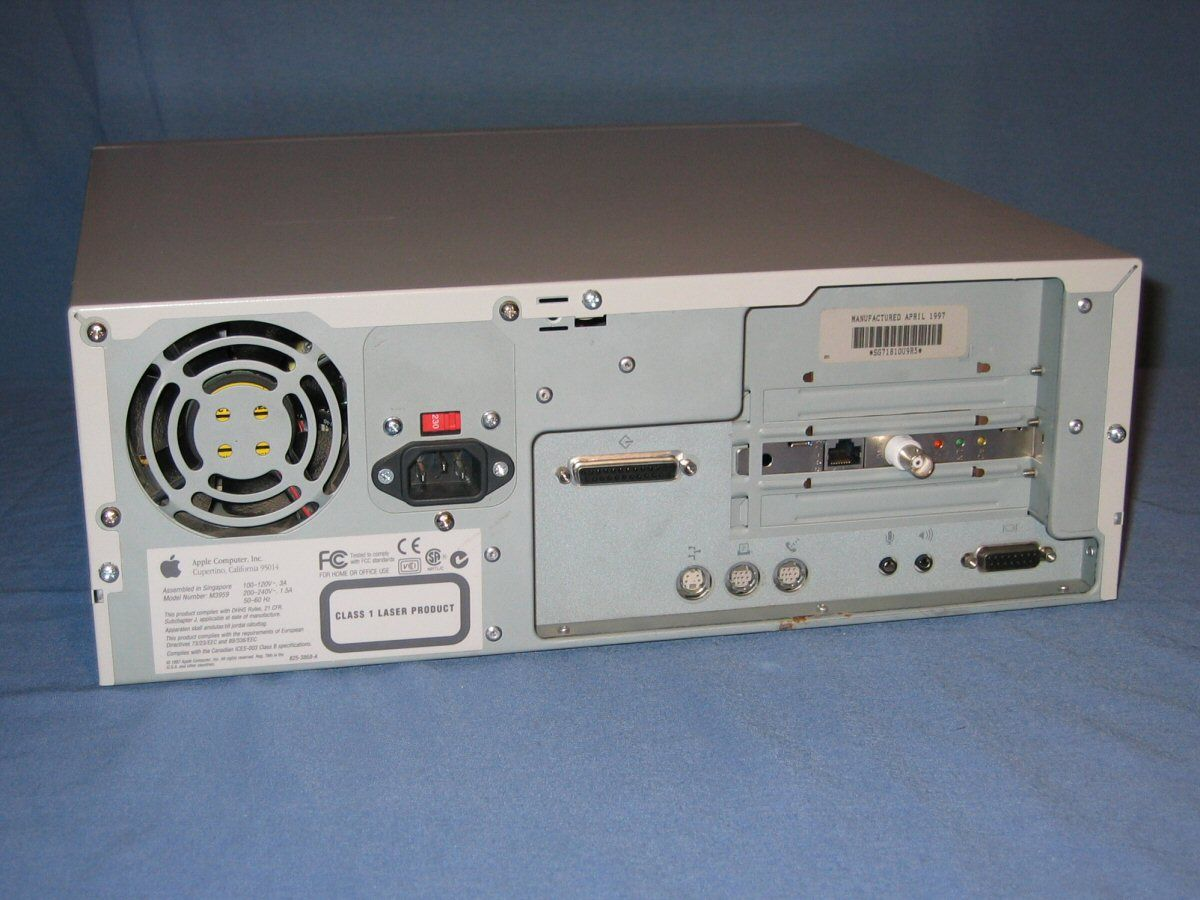
A Power Macintosh 4400/200 (7220/200) hátoldala. Balra a DB-25 port (jele sarkán álló négyzet), Alul balról hobbra: ADB port, nyomtató port, modem port, mikrofon bemenet, fülhallgató kimenet, DB-15 (kijelző). A középső PCI bővítőhelyre Ethernet kapcsolatot biztosító kártya került AAUI és 10Base-T csatlakozóval

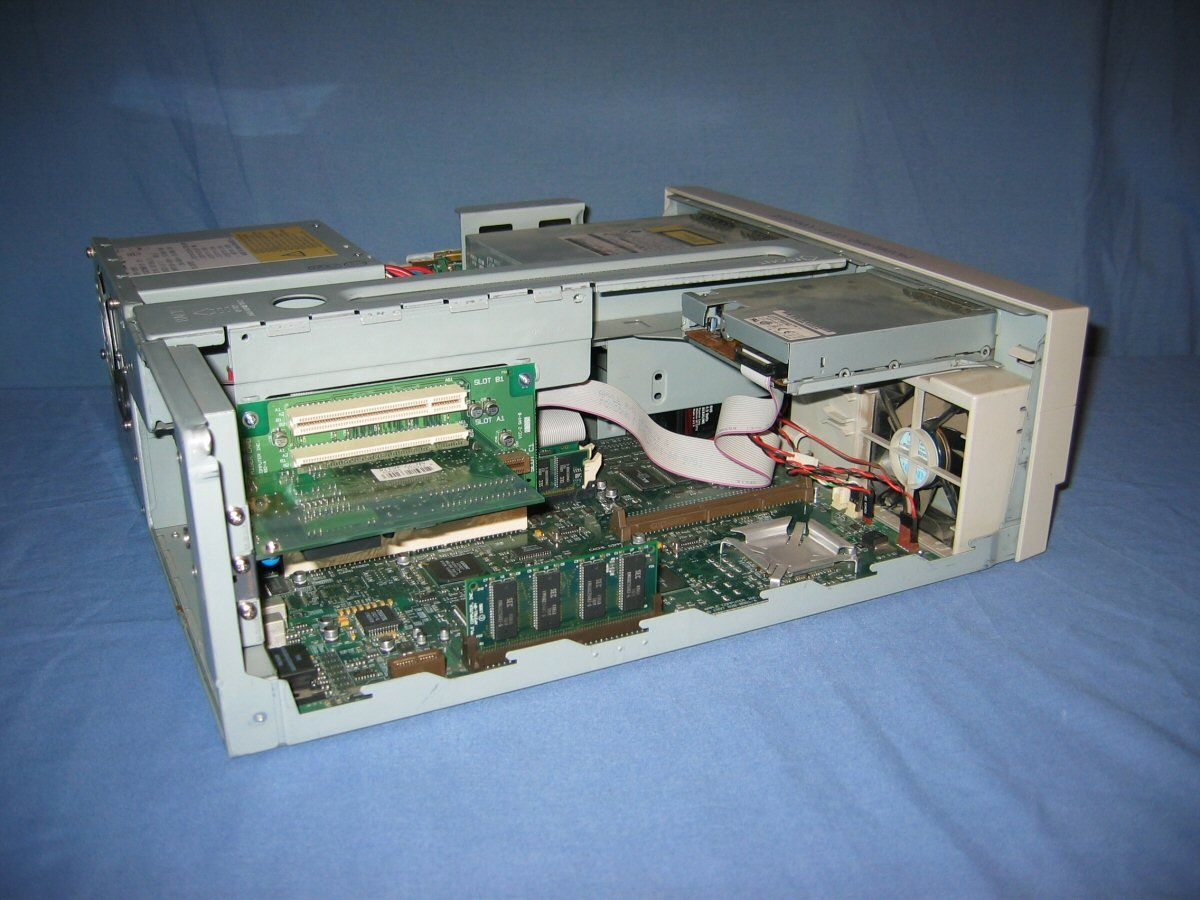
A ház felső részének eltávolítása után így néz ki a Power Macintosh 4400/200 (7220/200). A gépe eleje van jobbra, ventilátor felett a hajlékonylemez meghajtó. Középen a négy kártyán levő chip a memória. A három PCI hely (balra) közül a középső foglalt

A PM 4400 első verziója csak Európában volt kapható, ennek órajele 160 MHz volt. 1997. februárban, négy hónappal később, Amerikában is elérhető vált a gép 200 MHz-es verziója. Ezt Ausztráliában is forgalmazták. Ebben az időben az azonos alapú, de pár technikai paraméterben eltérő gép forgalmazása jellemző volt az Apple-re.
Az Apple sokat tanult a klóngyártóktól, mióta két évvel ezelőtt elkezdte a Mac OS licencelését, és az új Power Macintosh 4400/200 is e tanulást tükrözte. Ezzel a géppel az Apple tovább távolodott a szabadalmaztatott, csúcskategóriás alkatrészektől, és egy meglehetősen olcsó számítógépet épített az Intel–szabványos PC-világ egyes összetevőiből. Ilyen a ház, a tápegység és a merevlemez. Ezáltal árversenyben volt a rendre olcsóbb számítógépet kínáló Mac klóngyártókkal.
A 4400 hasonló specifikációkat és teljesítményt kínál, mint a Motorola, a Power Computing, az APS Technologies vagy a UMAX Computer klónjai 1725 dolláros árával a 4400 versenyképes volt Motorola StarMax 3000/200 DT 1995 dolláros, a Power Computing PowerBase 200 1495 dolláros, az APS M*Power 603e200 1599 dolláros és a UMAX C600/200 1799 dolláros árával.
A Power Macintosh 4400 alaplapját az Apple a klóngyártók számára készítette – a fejlesztés „Tanzánia“ kódnéven futott –, ám saját maga is használta. Más gyártók Tanzániára épült gépei – a Motorola StarMax termékcsaládja – kompatibilitási problémákkal küzdött, amelyek befolyásolták a vásárlók kommunikációs hardver, billentyűzet, monitor és memória választását. Az Apple ezeket a problémákat úgy kerülte meg, hogy a Comm–II kapuba építette be az Ethernet csatlakozást, és a többi modelljéhez használt billentyűzetet és monitorcsatlakozókat használta. A 4400-as teljesítménye meglehetősen jó volt összehasonlítva más 200 MHz-es 603e-alapú Mac-ekkel.

## Mutációk, verziók, variációk
- 1996. november 7. Az eredeti 4400/160-as modellt csak az európai piacon értékesítették.
- 1997. február 17. A frissített 200 MHz 603e modell 1997 februárjában jelent meg az Egyesült Államokban Power Macintosh 4400/200 néven. Később világszerte értékesítik, kivéve a Távol-Keletet.
- 1997. február 17. A Power Macintosh 4400 Power Macintosh 7220 néven került forgalomba Ausztráliában és Ázsiában, ahol a négyes szám szerencsétlennek számít.
- 1997. április 4. Power Macintosh 4400/200 PC-kompatibilis. A 4400/200 PC-kompatibilitási kártyával bővítve. A DOS–kártyára 166 MHz Cyrix 6x86 processzor került 16 GB memóriával. Ez lehetővé tette az MS-DOS és a Windows 95 futtatását.
- 1997. április 4. Power Macintosh 7220/200 PC-kompatibilis: Ugyanaz, mint a 4400/200 PC-kompatibilis, távol-keleti országokban és Európában értékesítették.

## Technikai leírás
A számítógépet 160 MHz-es PowerPC 603e processzor vezérelte (L1 cache: 32kB, L2 cache: 256k (opc.)), a rendszerbusz 40 MHz-en működött. Az adatokat a 1,2 GB IDE/ATA belső merevlemezre lehetett elmenteni. Külső adattárolási lehetőséget az 1,44 MB kapacitású hajlékonylemez meghajtó és 8x CD-ROM kínált. A gépet System 7.5.3 operációs rendszerrel szállították. A fekvő házas gép súlya 10,9 kg, magassága 138 mm, szélessége 385 mm és mélysége 442 mm volt.
A három memória helyre az alapkonfigurációban 32 MB (60 ns) memóriát ültettek, maximálisan 160 MB kezelésére volt képes a gép a gyári specifikáció szerint. A számítógépnek nem volt saját kijelzője. A videókimeneten át 832x624 képpont felbontású jelet adott ki. A kép megjelenítést 1 MB (maximum: 4 MB) videó-memória támogatta. A gépnek nem volt Ethernet csatlakozása és nem volt beépített modeme. A gépnek a következő csatlakozói voltak: egy ADB, egy DB-25 SCSI-hoz, két Geoport, és egy mikrofon (Plain Talk). A gép bővíthetőségét szolgálta egy LC PDS bővítőhely. Külső SCSI merevlemez csatlakoztatására is volt lehetőség.

## Technikai adatok táblázatban
A táblázat nem tartalmazza az összes műszaki paramétert. A modellnél a bemutatáskor érvényes adatokat soroljuk fel, a későbbi frissítéseket nem. Az adatok az Apple adatlapjáról származnak, a hiányzó adatok az Everymac.com oldalról és a Mactracker alkalmazásból valók.
| Gép nevebemutatva kivezetveoperációs rendszer    | Méretmagasság szélesség mélység súly | Processzorprocesszor @órajel L1 és L2 cacherendszerbusz    | Memóriaalap max. @sebességhely, típus            | Háttértármerevlemezkülső adathordozó | Kijelzőmérete felbontása (képpont)           | Grafikavideókártyamemória (max.) VRAM típus | Csatlakozók, bővíthetőségEthernetmodembelső bővítőhelyegyéb |
| ------------------------------------------------ | ------------------------------------ | ---------------------------------------------------------- | ------------------------------------------------ | ------------------------------------ | -------------------------------------------- | ------------------------------------------- | ----------------------------------------------------------- |
| PM 44001996. nov. 15. 1997. okt. 11.System 7.5.3 | 138x385x442 mm 10,9 kg fekvő házas   | PowerPC 603e @160 MHz L1: 32kB L2:256k (opc.)Busz: @40 MHz | 32 MB max: 160 MB @60 nshárom hely, 168-pin DIMM | 1.2 GB (IDE/ATA)8x CD-ROM            | nincs kijelző.Videókimenet: 832x624 képpont. | nincs1 MB / 4 MB EDO DRAM                   | –három PCI                                                  |

## Power Macintosh számítógépek az időben
| A Power Macintosh számítógépek idővonalon |
| --- |
| |
| A színek kezdete a bemutató időpontja, a forgalmazás több esetben is hónapokkal később kezdődött. Megeshet, hogy egy csík végét kitakarja egy másik csík eleje. Előfordul, hogy a gyártás befejezését követően még egy ideig forgalomban marad a gép adott verziója. A 6100/66 géppel kezdődő sorok az asztali, fekvő Power Macintoshok, a 8100/80 géppel kezdődő sorok az álló Power Macintosok, a kis álló házat szürke csík jelöli. Az 5200/75 LC géppel kezdődő sorok a kijelzővel egybeépített Power Macintoshok. Az Apple adatlapokon nem szereplő adatok forrása az EveryMac. |